# 土城機廠
土城機廠（英語：Tucheng Depot）位於台灣新北市板橋區大觀路二段443號，為台北捷運板南線的機廠。

## 機廠概要
土城機廠因新北市特二號道路跨越上方故與其合併施工，一併配合辦理發標、施工，以避免未來二次施工造成之衝擊。
土城機廠為台北捷運目前唯一設有三角線設施的機廠。如有需要，列車可藉由三角線調頭。土城機廠一次可提供一個「三車組」調頭。其他機廠至目前為止均無相關調頭設施。目前已有調頭列車於線上營運。但該列車也已調回頭。
因納莉颱風帶來的洪水曾由南港機廠漫進捷運系統，因此於土城機廠出土段設置二座全斷面防水隔艙閘門，以避免類似事情再度發生。
土城機廠原為台北捷運中，規模僅次於北投機廠與蘆洲機廠之四級修護廠，為配合長遠規劃及分攤北投機廠負荷之考量，土城機廠已增建土木／軌道工廠等設施，已提升至具有五級修護廠功能。

## 機廠位置與結構
- 地理位置：新北市土城區大漢溪防汛河川舊址。
- 廠房規模：五級修護廠。
- 主要功能：車輛停駐、清洗、維修保養，以及相關備用品儲存、削車輪等。
- 長度：約1,300公尺。
- 寬度：最寬約540公尺，最窄約160公尺。
- 面積：約26.8公頃。
- 廠房分區：駐車廠、工作廠、電聯車清洗廠、變電站、捷運警察分隊、警衛室、辦公室、污水處理場等。
- 軌道設備：駐車廠內有18條停車用軌，1條清洗用軌。
- 駐車容量：駐車廠內可容納33列車停放於停車用軌，2列車停放於清洗用軌。

## 歷史
- 2006年5月31日：土城機廠隨著板橋線「新埔－府中」段及土城線通車，正式投入維修調度。

## 重要工程
| 標號   | 工程內容                                         | 監工單位                           | 承包商                                                                       | 開工日期      | 竣工日期       | 工程金額 新台幣（元） |
| CD267A | 土城機廠土方工程                                 | 台北市捷運工程局中區工程處         | 林記營造股份有限公司                                                         | 1995年9月1日  | 1999年6月7日   | 1,190,000,000         |
| CD267  | 土城機廠土建工程                                 | 台北市捷運工程局中區工程處         | 大陸工程股份有限公司                                                         |               |                | 1,060,000,000         |
| CD314  | 土城機廠水電及環控系統工程                       | 台北市捷運工程局中區工程處         | 中鼎工程股份有限公司                                                         |               |                |                       |
| CD511  | 板橋線第二階段及土城線軌道標                     | 台北市捷運工程局中區工程處         | 森業營造股份有限公司                                                         | 2000年3月10日 |                |                       |
| CD312  | 板橋線第二階段及土城線號誌工程                   | 台北市政府捷運工程局機電系統工程處 | 法商亞世通號誌股份有限公司台灣分公司 （ALSTOM Signaling Inc. Taiwan Branch） |               |                |                       |
| CD313  | 板橋線第二階段及土城線供電工程                   | 台北市政府捷運工程局機電系統工程處 | 中鼎工程股份有限公司                                                         |               |                |                       |
| CD315  | 板橋線第二階段及土城線通訊工程                   | 台北市政府捷運工程局機電系統工程處 | 漢唐訊聯股份有限公司                                                         |               |                |                       |
| CD319A | 土城機廠設備工程                                 | 台北市政府捷運工程局機電系統工程處 | 漢唐集成股份有限公司                                                         |               |                |                       |
| IDXX03 | 台北縣特二號道路第一期工程「跨越土城捷運機廠段」 | 台北市捷運工程局中區工程處         | 大陸工程股份有限公司                                                         | 2001年11月2日 | 2003年12月26日 |                       |

- ^ 該標案合併其他標案發標，或土城機廠僅為該標案範圍之一部份，因此開工日期、竣工日期、工程金額僅供參考。